# 诗篇第22篇
《诗篇》第22篇是《希伯来圣经·诗篇》中的一篇，有31节。作者是大卫王。曲调为朝鹿。
部分基督徒认为这首诗详细地预言了耶稣的受难与复活，被称为“弥赛亚诗篇”。《新约圣经·四福音书》中有许多记载与这首诗吻合。例如16节的“他们扎了我的手，我的脚。”以及18节的“他们分了我的外衣，又为我的衣服拈阄。”。

## 译文
我的　神、我的　神、爲甚麼離棄我．爲甚麼遠離不救我、不聽我唉哼的言語。

我的　神阿、我白日呼求、你不應允．夜間呼求、並不住聲。

但你是聖潔的、是用以色列的讚美爲寶座的。

我們的祖宗倚靠你．他們倚靠你、你便解救他們。

他們哀求你、便蒙解救．他們倚靠你、就不羞愧。

但我是蟲不是人．被衆人羞辱、被百姓藐視。

凡看見我的都嗤笑我．他們撇嘴搖頭、說、

他把自己交託耶和華、耶和華可以救他罷．耶和華旣喜悅他、可以搭救他罷。

但你是叫我出母腹的．我在母懷裏、你就使我有倚靠的心。

我自出母胎就被交在你手裏．從我母親生我、你就是我的神。

求你不要遠離我．因爲急難臨近了、沒有人幫助我。

有許多公牛圍繞我．巴珊大力的公牛四面困住我。

他們向我張口、好像抓撕吼叫的獅子。

我如水被倒出來．我的骨頭都脫了節．我心在我裏面如蠟鎔化

我的精力枯乾、如同瓦片．我的舌頭貼在我牙牀上．你將我安置在死地的塵土中。

犬類圍着我．惡黨環繞我．他們扎了我的手、我的脚。

我的骨頭、我都能數過．他們瞪着眼看我。

他們分我的外衣、爲我的裏衣拈鬮。

耶和華阿、求你不要遠離我．我的救主阿、求你快來幫助我。

求你救我的靈魂脫離刀劍、救我的生命脫離犬類、

救我脫離獅子的口．你已經應允我、使我脫離野牛的角。

我要將你的名傳與我的弟兄．在會中我要讚美你。

你們敬畏耶和華的人、要讚美他．雅各的後裔、都要榮耀他．以色列的後裔、都要懼怕他。

因爲他沒有藐視憎惡受苦的人．也沒有向他掩面．那受苦之人呼籲的時候、他就垂聽。

我在大會中讚美你的話、是從你而來的．我要在敬畏耶和華的人面前還我的願。

謙卑的人必喫得飽足．尋求耶和華的人必讚美他．願你們的心永遠活着。

地的四極都要想念耶和華、並且歸順他．列國的萬族、都要在你面前敬拜。

因爲國權是耶和華的．他是管理萬國的。

地上一切豐肥的人、必喫喝而敬拜．凡下到塵土中不能存活自己性命的人、都要在他面前下拜。

他必有後裔事奉他．主所行的事必傳與後代。

他們必來把他的公義傳給將要生的民、言明這事是他所行的。 